# ランケン・ダート
ランケン・ダート（Ranken Dart）とは、英国を攻撃していたドイツのツェッペリン飛行船を破壊または損傷を目的として、第一次世界大戦中にF. Rankenによって開発された空中投下式兵器である。この兵器は、刺突型1ポンド投射爆弾で、標的の上で投下され、外被を落下速度と先端の鋭さで貫通し内部で爆発炎上させた。
1916年2月に実戦投入、 24セットで運用され一括もしくは個別に投下された。
戦闘機搭載のヴィッカース重機関銃やルイス軽機関銃を用いて発射する.303ブリティッシュ焼夷弾の出現で時代遅れとなった。

## 引用
1. ↑  London 1914-1917 - The Zeppelin Menace. Ian Castle. Osprey Puplishing, 2008.
2. ↑  Encyclopedia BritannicaのAir Bombs、The Rankers Dart項から